# AH Bonuskaart

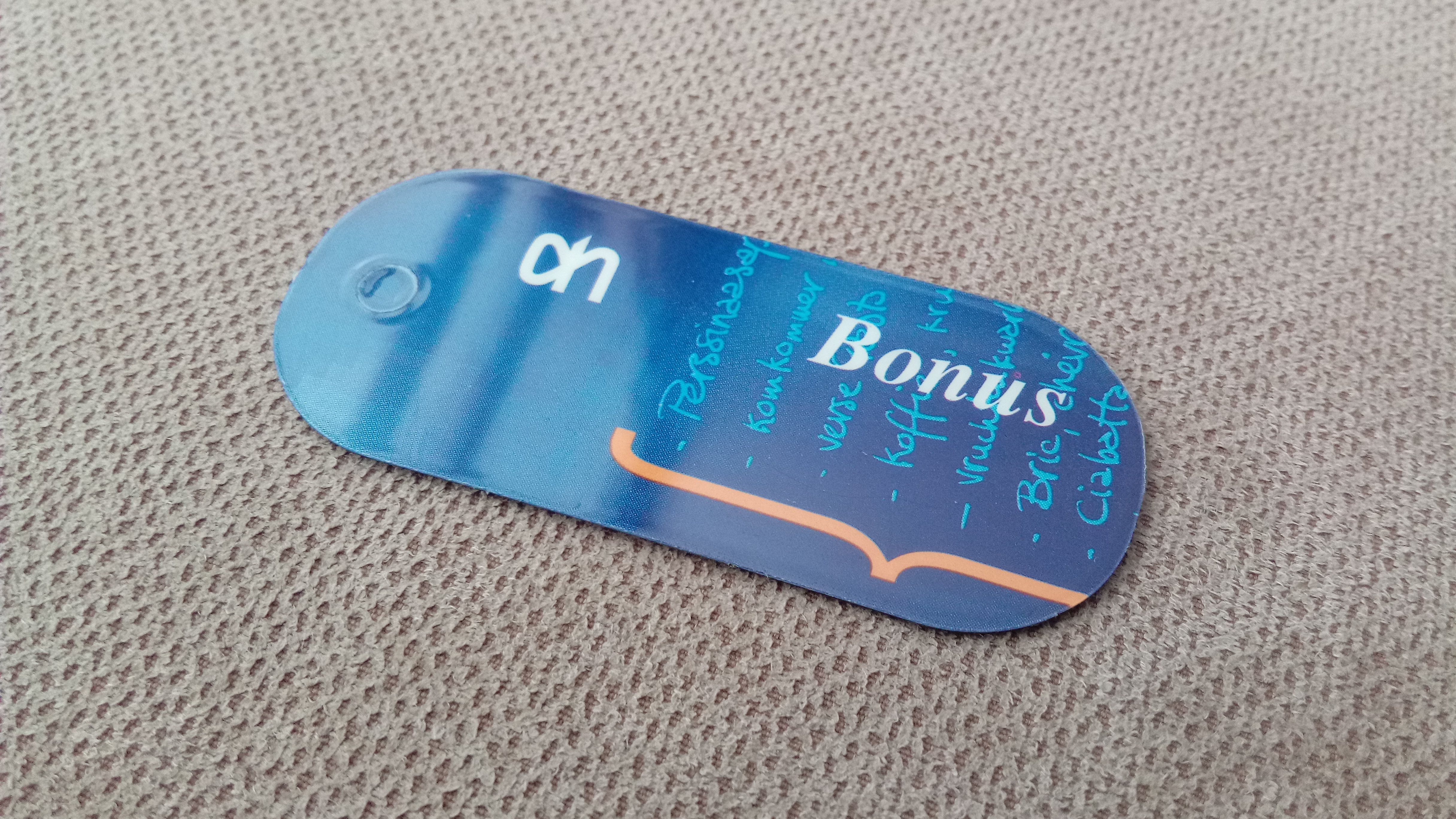
AH Bonuskaart

De Albert Heijn Bonuskaart is een klantenkaart op creditcard- of sleutelhangerformaat met een streepjescode waarmee klanten bij Albert Heijn supermarkten korting kunnen krijgen op aanbiedingen (in de bonus). Klanten zonder Bonuskaart kunnen dezelfde korting krijgen, de kassamedewerker gebruikt daarvoor het nummer van een standaard Bonuskaart. Bonusaanbiedingen gelden niet bij AH to go. De Bonuskaart kan er wel gebruikt worden om te sparen voor gratis AH to go producten.
De Bonuskaart is nodig voor het gebruik van een handscanner tijdens het winkelen. De Bonuskaart kan worden gekoppeld aan de AH-app. Het is dan onnodig om een fysieke kaart te hebben. De kaart kan rechtstreeks vanaf de telefoon worden gescand bij de kassa. 
Bij verlies of diefstal van een sleutelbos of een portemonnee kunnen soms via de Bonuskaart de gegevens van de eigenaar achterhaald worden en kan deze zo terugbezorgd worden. Het is mogelijk een airmileskaart te koppelen aan de Bonuskaart, waardoor de klant airmiles spaart met enkel het scannen van de Bonuskaart.

## Privacy
Met de Bonuskaart kan Albert Heijn het koopgedrag van de klant registreren. Zo kunnen onder andere gepersonaliseerde aanbiedingen worden gedaan. Om niet in strijd te komen met de privacywetgeving is het mede dankzij de Consumentenbond mogelijk geworden om een anonieme Bonuskaart te krijgen. Op deze manier kan een waardevol klantprofiel worden samengesteld, maar worden er geen gepersonaliseerde aanbiedingen gedaan. 

## Koopzegels
Met een Bonuskaart kunnen sinds 2020 ook Albert Heijn koopzegels worden gespaard. Bij een persoonlijke Bonuskaart wordt op de hele euro's van het aankoopbedrag 10% extra betaald als spaarinleg. Als €490 is besteed en daarbij dus €49 is gespaard ontvangt men €52, d. Dit komt neer op een korting van afgerond 0,6% op de prijs van de boodschappen (van €490 voor €487). Opgevat als rente is deze 6% en zo wordt het ook gecommuniceerd. De rente per jaar hangt ervan af hoe lang het duurt voordat men de €490 heeft besteed. Als dat bijvoorbeeld acht maanden is dan staat het spaarbedrag gemiddeld vier maanden uit en is de rente per jaar dus 18%. Met Mijn Albert Heijn Premium kan op de hele euro's van het aankoopbedrag 20% extra betaald worden als spaarinleg. Als €245 is besteed en daarbij dus €49 is gespaard ontvangt men €52, dus €3 extra. Dit komt neer op een korting van afgerond 1,2% op de prijs van de boodschappen (van €245 voor €242). Opgevat als rente is deze weer 6%. Als zoals in het voorbeeld €490 wordt besteed in acht maanden, dan wordt de helft besteed in vier maanden, en is de rente dus 36% per jaar.
Een klant die een bonuskaart gebruikt die hij heeft geleend of gekregen/gekopieerd van een ander die daarop koopzegels sparen heeft ingesteld, doneert de waarde van de zegels aan die ander. Als dit niet de bedoeling is kan de klant beter een eigen bonuskaart gebruiken, en/of er op letten dat hij niet onbedoeld betaalt voor koopzegels. In plaats van een bonuskaart van de ander kan het ook gaan om een via internet aangeboden streepjescode die bij een bestaande bonuskaart hoort maar niet herkenbaar is als bonuskaart, en wordt gepresenteerd als een alternatieve kaart die korting biedt. Het kan gaan om een bonuskaart zonder Premiumabonnement (geen voordeel voor de klant ten opzichte van een eigen bonuskaart, wel 10% van de waarde van de boodschappen doneren), of met dit abonnement (de klant bespaart €12 per jaar aan abonnementskosten, en betaalt 20% van de waarde van de boodschappen aan de ander; het abonnement is in dit geval beperkt bruikbaar, het geeft vooral korting op biologische producten). De ander kan schuldig zijn aan misleiding van de klant, maar los van het al of niet doneren van de waarde van koopzegels aan de ander kan de klant ook medeschuldig zijn aan fraude met benadeling van Albert Heijn door het medegebruik van het persoonlijke abonnement van de ander.
Sommige klanten gebruiken bonuskaarten, maar geen vaste eigen bonuskaart, omdat ze korting willen, maar wel anoniem willen blijven.
Een medewerker van een bedrijf die bij Albert Heijn boodschappen doet voor het bedrijf, bijvoorbeeld voor de kantine, dient bij gebruik van een eigen bonuskaart, los van de vraag of extraatjes zelf mogen worden gehouden, in ieder geval te voorkomen dat koopzegels door de werkgever worden betaald, terwijl het spaarsaldo zelf gehouden wordt. Hij mag er niet vanuit gaan dat zijn werkgever aan de hand van de kassabonnen dit zelf constateert en verrekent.